# Tabocas do Brejo Velho
Tabocas do Brejo Velho – miasto i gmina w Brazylii, w stanie Bahia. Znajduje się w mezoregionie Extremo Oeste Baiano i mikroregionie Cotegipe.